# Gaussia spirituana
Gaussia spirituana là loài thực vật có hoa thuộc họ Arecaceae. Loài này được Moya & Leiva mô tả khoa học đầu tiên năm 1991.